# Heinz Kliemt
Heinz Kliemt (* 22. November 1921 in Glashütte, Freistaat Sachsen; † unbekannt) war ein deutscher Feinmechaniker und Politiker der DDR-Blockpartei Liberal-Demokratische Partei Deutschlands (LDPD).

## Leben
Kliemt stammte aus der Uhrmacherstadt Glashütte im Osterzgebirge und war der Sohn eines Arbeiters. Nach dem Besuch der Volksschule nahm er 1936 eine Lehre als Feinmechaniker an der Deutschen Uhrmacherschule Glashütte auf, die er 1938 mit der Meisterprüfung abschloss. Von 1940 bis 1945 war er Betriebsassistent in der Firma Pilz und Hayard KG. Später wurde er Komplementär der 1946 von ihm in Glashütte mitgegründeten Firma Zumpe und Kliemt KG in Glashütte, die 1972 verstaatlicht wurde.

## Politik
Nach Kriegsende wurde er Mitglied der in der Sowjetischen Besatzungszone neugegründeten LDPD. Kliemt war von 1967 bis 1976 Mitglied der LDPD-Fraktion in der Volkskammer der DDR.